# (19999) Depardieu
(19999) Depardieu est un astéroïde de la ceinture principale.

## Description
(19999) Depardieu est un astéroïde de la ceinture principale. Il fut découvert le 18 janvier 1991 par l'astronome Eric Walter Elst à l'observatoire de Haute-Provence. Il présente une orbite caractérisée par un demi-grand axe de 2,2134271 UA, une excentricité de 0,0496551 et une inclinaison de 6,11229° par rapport à l'écliptique.
Il fut nommé en l'honneur de l'acteur français Gérard Depardieu (né en 1948) et de son fils Guillaume Depardieu (1971-2008).

## Compléments